# Szulerzy na pokładzie
Szulerzy na pokładzie (ang. The Naughty Nineties) – amerykański  film komediowy z 1945 roku z udziałem znanego w tamtych czasach duetu komików Abbott i Costello. 

## Obsada
- Bud Abbott